# Alain Basnier
Alain Basnier est un réalisateur français né en 1949.

## Filmographie
- 1974 : Mariage de Claude Lelouch (assistant réalisateur)
- 1979 : Les Charlots en délire
- 1992 : Deux yeux pour un cyclone (court métrage diffusé par Cnrs Images)[1]